# Musketeers de Xavier
Les Musketeers de Xavier (en anglais : Xavier Musketeers) sont un club omnisports universitaire de l'université Xavier à Cincinnati (Ohio). Les équipes des Musketeers participent aux compétitions universitaires organisées par la National Collegiate Athletic Association. L'université fait partie de la Big East Conference.
Les Musketeers quittent la Atlantic 10 Conference à la fin de la saison 2012-2013 pour rejoindre la Big East.